# Це починалось так... (фільм)
«Це починалось так…» (рос. «Это начиналось так...») — радянський художній фільм-драма 1956 року, знятий режисерами Львом Куліджановим та Яковом Сегелем на кіностудії ім. Максима Горького.

## Сюжет
На цілину прибуває московська група комсомольців і стикається з бюрократизмом і нехлюйством у місцевому радгоспі. В колективі починається розлад: одні йдуть на більші заробітки, другі не хочуть працювати. Але з'являється новий енергійний директор і починається справжнє життя…

## У ролях
- Володимир Ємельянов
- Валентин Зубков
- Ліліана Альошнікова
- Микола Довженко
- Володимир Ратомський
- Ролан Биков — Вася Лапшин
- Микола Парфьонов
- Галина Короткевич
- Володимир Лебедєв
- Микола Сморчков